# Сатурналии (скульптура)
«Сатурналии» — скульптурная группа художника из Италии Эрнесто Бьонди, созданная на тему древнеримского праздника Сатурналий.

## Описание
Сатурналии (лат. Saturnalia) — праздник в честь бога Сатурна, установленные в Риме в конце 5 в. до н. э. в память о Золотом веке, который якобы был на земле при его правлении. Сатурналии начинались 17 декабря и продолжались 3 дня (со времён императора Домициана — 5 дней). Это был праздник согласия и равенства, когда нарушали общественную иерархию, а угнетатели и угнетенные становились равными.
В конце 19 века к теме сатурналий обратился итальянский скульптор Эрнесто Бьонди (1855—1917). Он создал скульптурную группу из десяти человек, олицетворявших разные слои древнеримского общества — от аристократа и гладиатора до раба и куртизанки. Фигуры представлены в полный рост, веселые и очень увлеченные разгульным праздником. Толпа готова и танцевать, и петь лихие песни, и зло шутить над пьяницами. В 1899 году скульптурная группа выехала из литейной мастерской. В 1900 году она была представлена на Парижской выставке.

## Судебное расследование
Викторианскую эпоху обвиняют в лицемерии и пристрастии к показательным добродетеля. Скульптурную группу Бьонди восприняли неоднозначно, а критик из США Лорадо Тафт — неодобрительно. Тем не менее, «Сатурналии» перевезли в город Нью-Йорк, а затем выставили в Буффало на территории выставки «Венеция в Америке» в надежде продать какому-нибудь богачу или учреждению. Экспонат не приобрели и его перевезли в Музей Метрополитен, где планировали выставить в зале скульптуры. Музеи в Соединенных Штатах имеют управление и Совет попечителей-богачей, которым принадлежит последнее слово в решениях. Совет опекунов музея Метрополитен признал скульптурную группу Бьонди крайне аморальной и приказала вывезти произведение. Оскорбленный скульптор подал иск в суд на музей с требованием выплаты компенсации в 200 000 долларов за нарушение контракта использования. Но американский суд встал на сторону Совета опекунов музея Метрополитен, поскольку без их согласия директор музея не имеет права заключать юридические соглашения с любым художником.